# Хедвиг, Иоганн
Иога́нн Хе́двиг (также Гедвиг нем. Johann Hedwig; 8 декабря 1730, Кронштадт, Трансильвания — 18 февраля 1799, Лейпциг) — немецкий ботаник, специалист по тайнобрачным растениям, один из основоположников бриологии.

## Биография
Иоганн Хедвиг окончил Лейпцигский университет, в 1759 году получил диплом врача и на протяжении последующих двадцати лет занимался ботаникой в свободное от медицинской практики время. Затем его ботанические труды получили признание, в 1789 году он занял кафедру профессора ботаники и пост директора Ботанического сада университета Лейпцига.
Пользуясь микроскопом, Хедвиг сумел наблюдать у мхов антеридий и архегоний, спорообразование и формирование протонемы.
Некоторые ценные наблюдения Хедвиг также сделал относительно водорослей (в частности, спирогиры).
Среди основных работ Хедвига:
- «Fundamenta historiae naturalis muscorum frondosorum» (вновь издано в 1883 году),
- «Theoria generationis et fructificationis plantarum cryptogamicarum Linnaei»,
- «Abbildungen kryptogamischer Gewächse» (1787—1797, 4 тома),
- «Species Muscorum Frondosorum» — главный его труд был издан в 1801 году посмертно: он содержит описание почти всех известных к тому времени мхов и заложил основу их систематики.

В память о Хедвиге названы:
- ботанический журнал «Hedwigia».
- род биевых мхов Hedwigia[нем.]